# Villa Ocampo

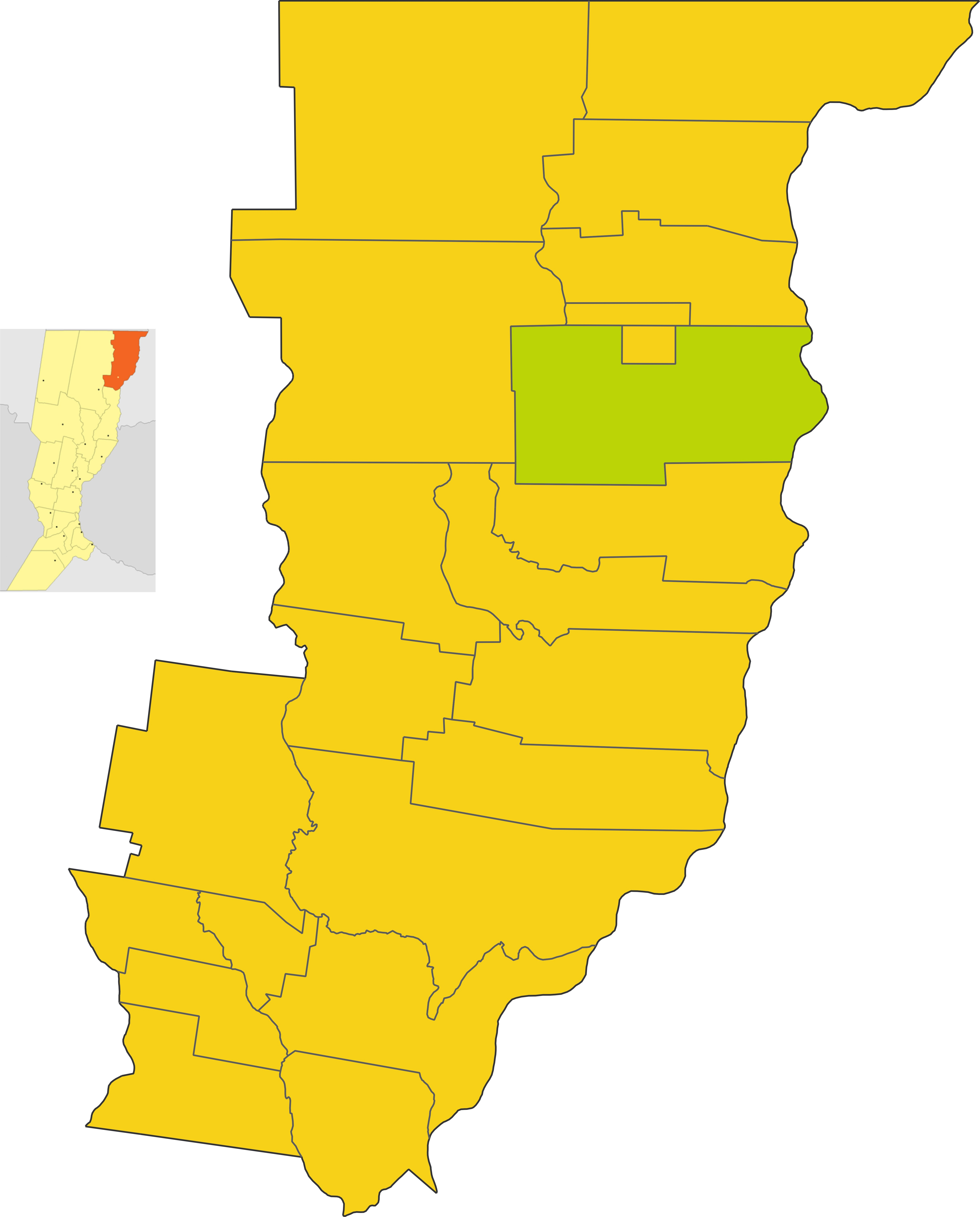
Área del municipio de Villa Ocampo en el departamento General Obligado.

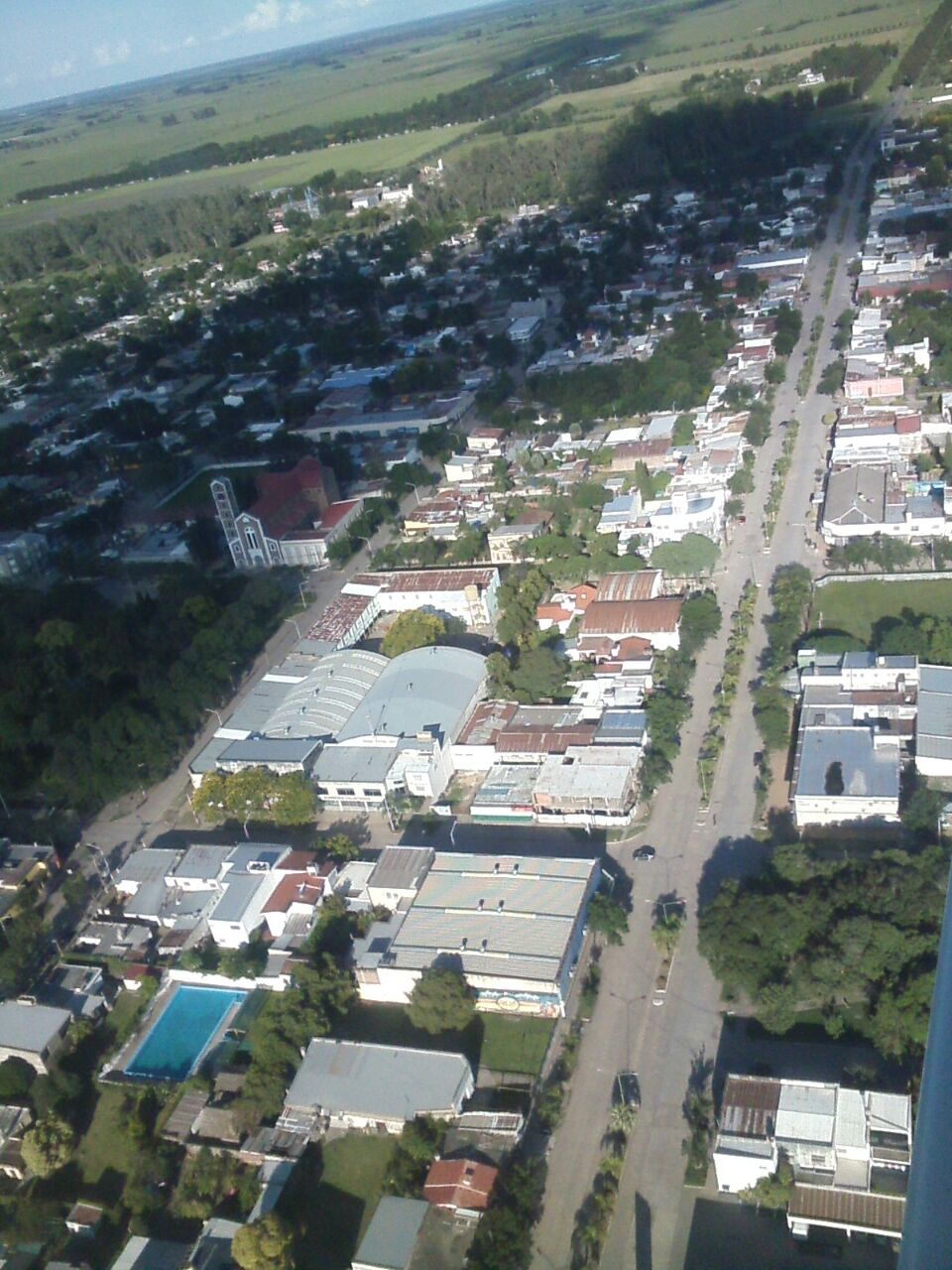
Imagen aérea de Villa Ocampo

Villa Ocampo es una ciudad argentina situada en el noreste de la provincia de Santa Fe. Pertenece al departamento General Obligado, del cual es el tercer municipio más poblado, por detrás de Reconquista y Avellaneda.
El distrito tiene una superficie de 70.000 ha, de las cuales 27.400 ha corresponden al valle aluvial del Paraná y 42,600 ha se ubican al oeste del mismo. Aproximadamente 200 ha pertenecen al ejido urbano.
El área urbana principal se sitúa en una franja entre el sitio Ramsar Jaaukanigás y el valle aluvial del Río Los Amores, curso fluvial que atraviesa la parte oeste del distrito. Al oeste, las tierras no cultivadas son consideradas parte de la Cuña Boscosa Santafesina (una porción del chaco húmedo con una mixtura de bosques, sabanas, palmares y pastizales).
La ciudad se encuentra  en la provincia de Santa Fe, a la altura del km 872 de la Ruta Nacional Nro. 11. Es la principal vía de comunicación terrestre de la ciudad con el resto del país. Su ubicación puede considerarse estratégica debido principalmente a la importancia de esta arteria para el enlace entre el NEA y la Región pampeana argentina.
En cuanto a lo ergonómico se la considera una ciudad agroindustrial, con industrias dedicadas principalmente al procesamiento de materias primas regionales. Se destacan principalmente un ingenio azucarero, una papelera y una alcoholera, estas tres industrias utilizan como única materia prima la caña de azúcar, principal cultivo de la zona, al que se le suman otros cultivos. También existen dos desmotadoras de algodón y un frigorífico (entre otras industrias más grandes), por lo que la cría de ganado no es importante.
Villa Ocampo cuenta con importantes eventos culturales y deportivos de trascendencia nacional: un Festival Folclórico, un Torneo Internacional de Vóley y un Concurso de Pesca, entre otros.
Fue fundada por Manuel Ocampo Samanes el 30 de noviembre de 1878 bajo el nombre de “Colonia Ocampo”, a partir de un concesión de tierras por parte del Gobierno Nacional, enmarcada en la “Ley Nacional 817 de Inmigración y Colonización” que disponía la división de tierras y entrega de concesiones a personas que se dispusieran a colonizarlas; en lo que era el Territorio Nacional del Chaco, habitado hasta ese tiempo por pueblos originarios (abipones y mocovíes).
Desde su creación como comuna, el 15 de abril de 1887, Villa Ocampo era conducida por una Comisión de Fomento que se renovaba cada dos años mediante elecciones democráticas.
El 12 de abril de 1962, por Decreto provincial 3925 fue declarada ciudad al haber sobrepasado los 10 000 habitantes; constituyendose a partir de esa fecha un poder político local conformado por un intendente (elegido cada cuatro años) y un Concejo municipal de seis miembros, que se renuevan por mitades cada dos años; según lo establece la Ley provincial 2756 de Municipalidades y Comunas de Santa Fe.

## Elementos representativos

### Toponimia
El nombre se lo debe a su fundador Manuel Ocampo Samanés, quien fundó la colonia el 30 de noviembre de 1878. Al poco tiempo de su fundación, pasó a la condición de Villa por todos los servicios y comodidades con las que contaba.
Es conocida por su lema “Ciudad Dulce y Cordial” (dulce debido a la producción azucarera de su Ingenio, principal industria local; y cordial por la calidez y hospitalidad de sus habitantes).

### Significado del escudo
El escudo remarca la importancia del cultivo de la caña de azúcar y su industria en la ciudad. Es este cultivo el que rodea a la insignia. El cuadrante inferior izquierda reafirma esta idea con los surcos y el arado, que simbolizan la laboriosidad de los colonos en los distintos cultivos. Las manos estrechadas son signo del esfuerzo mancomunado de inmigrantes y nativos. Las edificaciones de fábricas e ingenio representan la industrialización de la caña de azúcar. La plaza y los edificios públicos embanderados simbolizan la cultura y el crecimiento de la ciudad. La iglesia de la Inmaculada Concepción inferior derecha es demostración de la religiosidad de la Comunidad. En el borde inferior del escudo se destaca la denominación del pueblo y en el superior la fecha de fundación.

## Historia

### Antes de la Colonización
En el último tercio del siglo XIX, el gobierno nacional se fijó metas claras con respecto a la ocupación del Territorio Nacional del Chaco, entre ellas, se puede citar la colonización agrícola, el fomento de la inmigración europea y el aumento de la producción. Sin embargo, esto se veía dificultado por la presencia de tribus indígenas ubicadas en las márgenes de los ríos, que se unían para atacar colonias. Se hizo necesario delinear la estrategia militar desde varios frentes. Con estas necesidades se gestó la Conquista del Chaco argentino.
Desde la ciudad de Santa Fe, se estableció una línea de fortines, adelantando las fronteras interiores del territorio.
En 1871 se proyectó la primera línea desplazando la frontera a 200 km de Santa Fe. De este modo, la reforma estratégica le permitió proyectar su segunda línea de acción, en abril de 1872, que consistió en trazar la nueva línea de Frontera Norte de Santa Fe hasta el arroyo del Rey a unos 300 km de la capital de la provincia. 
Años más tarde, el General Manuel Obligado continuó con el avance de su tercera línea, en 1883. Sus fuerzas militares estaban divididas en tres columnas que partieron simultáneamente de Reconquista, del fuerte Chilcas y de Tostado. Recorrieron 400 km. en un mes aproximadamente, rastrillando un amplio sector ocupado por tribus nómadas de tobas y mocovíes.
Este nuevo enclave militar posibilitó al coronel Manuel Obligado proyectarse más al norte del Territorio. Estableció contacto con la desaparecida colonia Ausonia.
Hacia 1876, el gobierno nacional aprobó la Ley de Inmigración y Colonización –abordada más adelante- estableciendo los sistema de colonización, el primero; directo a cargo del Estado y el segundo; indirecto mediante la concesión a particulares. De esta manera, la decidida acción del gobierno nacional, posibilitó un mayor impulso al establecimiento de colonias. Al finalizar el siglo XIX, se hallaban formadas numerosas colonias oficiales y privadas desde el Arroyo del Rey a Resistencia, entre las que se destacaron Las Toscas, Villa Ocampo, y Florencia.

### Colonización
Manuel Ocampo Samanés, a la edad de 32 años, es nombrado cónsul del Perú en la República Argentina. Esto le permitió conocer los informes de la Comisión Exploradora del Chaco y del proyecto que llevaban adelante los Señores Alberto Donzel y Julio Andrieu, quienes habían solicitado al Presidente de la Nación la concesión de 40.000 ha en el Territorio Nacional del Chaco con el fin de instalar una colonia. Esta es concedida a título provisorio y más tarde se forma la empresa integrada por Donzel, Andrieu y Cía con los Sres Federico Barand y Manuel Ocampo Samanés. El 26 de noviembre de 1877 todos los bienes son transferidos por los socios a Manuel Ocampo.
El fundador partió de Buenos Aires, después de sortear muchas dificultades, navegando por el Paraná y sus afluentes para llegar al Paraná Miní. En su segundo intento llega hasta Puerto San Vicente, el 30 de noviembre de 1878. Para cumplir con el contrato de concesión debía introducir en el plazo de cuatro años 120 familias, los primeros inmigrantes fueron suizo-franceses. Se dedicó con gran entusiasmo y mucho sacrificio a la organización de la colonia. Proyectó construir el ejido urbano cerca de Puerto San Vicente, pero las crecientes que se produjeron a fines de 1878 y principios de 1879 lo decidieron a buscar un lugar más apto. Sus primeros trabajos fueron: talar los montes, realizar el plano de la nueva colonia, distribuir los espacios dentro de cuatro bulevares para plazas, iglesia, almacenes, estación ferroviaria, viviendas y fuera de ellas, las industrias.
En 1880 fue considerada una de las colonias más progresistas de la provincia, contaba con:
- Un centro poblacional que según censo de 1887 contaba con 3.087 personas cuando Reconquista tenía 2.516 y Avellaneda 1.443 en ese momento.
- Dos ladrillerías, una sobre el Río Los Amores, la otra en San Vicente.
- El puerto San Vicente, con una flotilla compuesta de un vapor remolcador "María Adela", dos chatas Nathalí y Macca, varias embarcaciones pequeñas especialmente para realizar el cruce a Bella Vista.
- El primer ferrocarril del Norte de Santa Fe y de todo el Territorio del Gran Chaco.
- La Casa de Administración, con 24 piezas, ocupada para oficinas de gerencia, secretaría, contaduría oficina de telégrafo y Correos, caballerizas, cocheras y jardín.
- Cuartel del Regimiento 9 de Caballería.
- El cementerio este se hallaba cerca de la actual Isleta, a varios km de la zona urbana, fue el primer lugar en el mundo en utilizar el ferrocarril para acercar el ataúd y los familiares hasta el cementerio.
- Ingenio azucarero Manolo, inaugurado el 27 de julio de 1884, fue el primer ingenio instalado en el territorio Nacional del Chaco, con modernas maquinarias traídas de Francia.
- Destilería Don Emilio. Usaba las mieles y mostos que llegaban desde el ingenio azucarero por una cañería subterránea de hierro galvanizado. Había tres destilerías privadas más ubicadas en la zona rural.
- Aserradero La Carlota, en Villa Adela. Donde se hacían varillas, postes y durmientes de quebracho, para la instalación de vías del ferrocarril, construcción de puentes, casillas de madera, carros, etc.
- Curtiembre San Vicente, de Carlos Brunne De origen alemán, se dedicaba a la producción y exportación de suela que compitió a nivel internacional por su calidad.
- Ingenio Azucarero Tacuarendí, de los Señores Calzada y Giuliani, pero que pertenecía a la Colonia Ocampo.
- Cabaña Hipona, contaba con dos leguas de terrenos alambrados para la cría de ganado en grandes corrales
- Cultivos: contaba con importantes extensiones de tierras aptas, se sembraba caña de azúcar, maní, tabaco, maíz y otros.

Durante la Crisis económica de 1890 que azotó el país, el fundador se vio obligado a entregar todos sus bienes al Banco Nación. Tras rechazar las propuestas de pago de Manuel Ocampo, el remate judicial se realizó el 11 de marzo de 1895. Este Banco y otros acreedores continuaron ejerciendo sus derechos de dominio hasta que a principios del año 1900, cuando comenzaron a ceder en alquiler, con opción de compra, varios lotes aptos para cultivo y ganadería.

### SigloXX
Hacia 1910 el país mejora su situación económica y los productos agropecuarios y ganaderos son nuevamente colocados en los mercados europeos a muy buen precio; se da nuevamente impulso a la construcción de líneas férreas y telegráficas, pero estas ganancias beneficiaban al capital extranjero y especialmente al británico. En nuestra región La Forestal comienza a extender sus dominios apoderándose de las enormes riquezas forestales y creando pueblos como Villa Guillermina, Villa Ana, Tartagal, entre otros; consiguiendo además la transferencia del ferrocarril y de Puerto Ocampo y otros puertos como Piracuá y Piracuacito.
La firma Enrique Arana S.A. adquiere las instalaciones del Ingenio Manolo y al mismo tiempo este es nombrado administrador de la Colonia Ocampo. Para reactivar la economía, y en época de mucha demanda de tanino en el mundo, se instala allí una fábrica de tanino que luego es vendida a La Forestal y desmantelada, para evitar competencia.

#### El Ingenio Arno y la Papelera Ebro

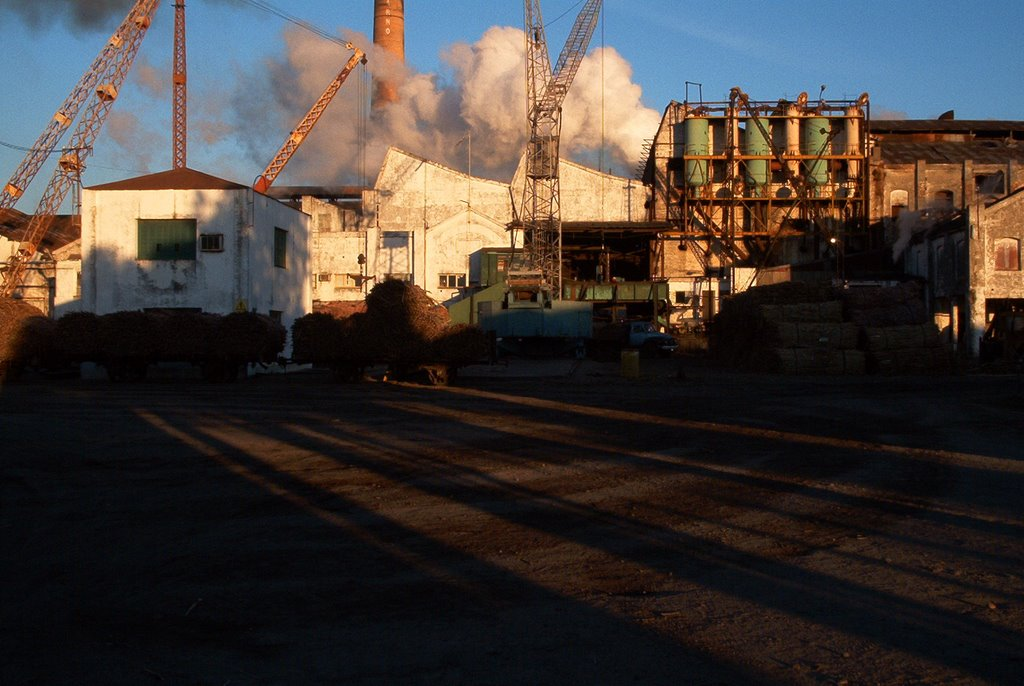
Ingenio Azucarero Arno, el más grande de la provincia de Santa Fe, durante una época de zafra.

En 1936, el administrador de la fábrica de tanino Francisco Conti, había hecho realidad el proyecto que marcó de allí en adelante toda la actividad económica y social de la región y de nuestra comunidad: la creación de la "Compañía Industrial del Norte de Santa Fe". Esto llevó a la ampliación e inauguración del "Ingenio Azucarero Arno", de importancia económica hasta nuestros días.
En 1941 ante el éxito de la actividad del ingenio azucarero, la Compañía Industrial proyecta la construcción de una fábrica de papel, y el 28 de febrero de 1943 se inaugura esta moderna planta nombrada "Ebro", la cual aún existe en la actualidad con otro nombre.

### Historia reciente
El 12 de abril de 1962, Villa Ocampo es declarada ciudad por decreto del 6 de julio de ese año y varias listas de candidatos se presentaron para la elección del Primer Intendente, resultando victorioso Roberto Mejías, de la UCR.

#### El Ocampazo
El 11 de abril de 1969, se produjo en Villa Ocampo un violento enfrentamiento entre las fuerzas militares y manifestantes sumados a toda la comunidad. La protesta tenía su fundamente en el inminente cierre del Ingenio Arno, base de la economía local, y a ella se sumarían las localidades donde estaba radicada la empresa La Forestal, que se había disuelto unos años antes y esto los fue transformando pueblos fantasma.
Los manifestantes, conformados principalmente por centenares de obreros del Ingenio con sus mujeres y sus hijos, colonos, jóvenes y cosecheros, se dispusieron a realizar una Marcha del Hambre, con el objetivo de llegar hasta la capital de la provincia a pie, en carros, en tractores. Ante esto, las fuerzas represoras bloquearon la ruta y apuntaron con fusiles, que los obligó a regresar la planta urbana, tomando la Municipalidad y fueron luego desalojados.
El hecho se considera la primera revuelta social en contra de la dictadura de Juan Carlos Onganía y, aunque hayan sido reprimidos, pusieron en evidencia la grave situación de los pueblos del norte santafesino, y el apoyo de la comunidad a las industrias que permitieron el desarrollo de los mismos.

## Medio Biofísico

### Clima
Geográficamente la ciudad pertenece al Chaco Santafesino, dentro del Chaco Austral, caracterizado clima subtropical cálido predominante con elevadas temperaturas durante los meses de verano.
Como en todo el Gran Chaco y la Región pampeana, el relieve llano del Chaco Austral permite la libre circulación de los vientos, predominando en verano los frentes cálidos y húmedos procedentes del cuadrante NE mientras que en invierno predominan los frentes fríos (aunque por la latitud, entibiados) procedentes del sudoeste. La diagonal que señalan ambos frentes hace que esta sea una zona de precipitaciones intensas y frecuentemente tormentosas durante los cambios estacionales; durante los secos meses de invierno, cuando predomina el pampero, en ciertas jornadas de julio (en especial a la madrugada y al amanecer) se registran surazos, es decir bruscas bajas de la temperatura de modo que, en tales ocasiones el termómetro se acerca al 1 °C.

### Precipitaciones
El promedio anual de precipitaciones varía entre 1.150 mm a 1.450 mm (según serie estadística) y las isoyetas tienen una dirección regional Norte-Sur. Los montos pluviométricos anuales no tienen un comportamiento totalmente aleatorio, sino que existe una clara tendencia a presentarse períodos plurianuales secos, húmedos o medios. La longitud más frecuente de dichos períodos es de 3 a 5 años. Presenta un período seco invernal, y una cierta concentración de las lluvias en los meses de verano y comienzo del otoño. La evaporación alcanza un total anual promedio de 1.395 mm.

### Temperatura
La temperatura media anual está en el orden de las 20 a 25 °C con registros de máxima absoluta en verano de 45 °C, y mínima absoluta de -2,5 °C en invierno. Los vientos predominantes en la zona son del norte con las mayores velocidades en el semestre junio-diciembre. Esto es de acuerdo a los datos recopilados y sistematizados para la serie 2007-2022.

### Hidrografía
La ciudad de Villa Ocampo dista a unos 25 km del cauce principal del Río Paraná, pero a menos de 2 km del ejido ya comienza a tener contacto con los arroyos y corrientes de descarga superficial que forman parte del sistema paranaense; como son el Arroyo el Manolo por el norte y este, el Paraná Miní por el este y el Arroyo Los Amores por el límite oeste del ejido con dirección NO-SE. 
En este paisaje sobresale el Sitio Ramsar Jaaukanigás, que con sus casi 500.000 hectáreas constituye la mayor reserva natural de la provincia de Santa Fe. Un paisaje de enorme riqueza natural y cultural, celebrado por los grandes naturalistas o especialistas en ciencias naturales.

### Fauna
Los animales que viven en los campos, montes y bañados; ríos e islas, constituyen nuestra fauna silvestre autóctona. Forman parte de ella numerosas especies de animales. 
Entre los mamíferos se encuentran el aguará-guazú o zorro grande, el Armadillo de nueve bandas, agurá-pope u osito lavador, mono caí, mono aullador o carayá, carpincho o capibara, ciervo de las pampas o venado pampeano, comadreja overa, gato montés, lobito de río o nutria verdadera, mara del Chaco, quiyá, oso hormiguero o bandera, pecarí de collar, pecarí labiado, peludo, puma o león americano, vizcacha, yaguareté o tigre americano, zorro de monte, zorro gris o pampa. 
Las especies reptiles más conocidas son la víbora cascabel, coral, yarará chica, yarará grande, lampalagua o boa de las vizcacheras, iguana overa, ñacaniná, tortuga acuática, tortuga terrestre, yacaré de hocico ancho o yacaré overo. 
Entre las aves que habitan la región del litoral están el águila colorada, águila escudada, águila pampa, caburé, caracolero, carancho, cardenal, cisne de cuello negro, chajá, charata o pava de monte, chimango, chuña de patas negras, chuña de patas rojas, garza mora, gavilán mixto, lechucita de campo, loro barranquero, loro hablador, martineta, ñandú o avestruz americana, ñacurutú, paloma montaraz común, pato crestón o picazo, pato sirirí común, perdiz, tero, tuyango o cigüeña común, urraca común y el Gorrión común.
La fauna ictícola de Santa Fe está compuesta por más de 200 especies, y se destacan: surubí, dorado, pacú, armado, boga, anguila, mojarritas, palometa, raya, vieja del agua, moncholo, etc. 
Actualmente la fauna autóctona se ha visto reducida debido a la colonización agrícola y el incremento de afluentes contaminantes, que alteran el equilibrio ecológico y la supervivencia de la fauna acuática, sumado a esto además la pesca sin control, con técnicas y en épocas inadecuadas.

### Flora
En la Llanura Chaqueña, el clima árido y seco, los grupos de árboles alternan con extensiones de hierbas y pajonales. Las especies que podemos encontrar en los bosques chaqueños son variadas: quebracho colorado, quebracho blanco, urunday, lapacho negro, palo borracho, guayacán, mistol, chañar, espinillo, algarrobo, entre otros; con numerosas especies arbustivas. 
En los lugares más húmedos son frecuentes los palmares (palmerita caranday) y en los terrenos anegados predominan pajonales y juncales. Junto a los ríos de la región existe una estrecha franja cubierta de plantas, arbustos y árboles como el timbó blanco y colorado, curupí, ñapindá, quebrachillo, tala y pindó. 
Es muy característica también la presencia de ceibos, sauces y abundantes camalotes, juncales y pajonales. En la región se han introducido muchas especies exóticas como eucaliptos, pinos, fresnos y paraísos cultivados con fines forestales y ornamentales que transforman el paisaje original. Con la primavera, el suelo se cubre de gramíneas y con las primeras lluvias algunas especies florecen. En la zona de lagunas predominan las totoras, juncos, , espartillares y espinillos.

### Infraestructura
El servicio de agua potable está a cargo de una cooperativa de servicios públicos (COTELVO) desde 1981. La misma cuenta con una planta potabilizadora de agua y una planta de tratamiento completa que produce 2200 m³ diarios, con una fuente subterránea de alimentación compuesta de 11 pozos de extracción. Actualmente el servicio cubre el 100 % de la población. En cuanto a los servicios de cloacas, está cubierto un 60% de la población, y un 20% en proyecto de ampliación.
El servicio de Energía Eléctrica se encuentra a cargo de la EPE (Empresa Provincial de la Energía), cuenta con una red primaria con una tensión de 33 Kilovatios.

## Economía
Es una ciudad que organiza la actividad agropecuaria de su zona rural, donde el cultivo predominante es la caña de azúcar (viéndose últimamente afectada la producción de la misma por la crisis en el Ingenio Azucarero), con una escasa producción de algodón (para desmotadoras locales principalmente) y otros cultivos como soja, girasol y maíz. Es un área rural con mayoría de pequeños productores con producción cercana a niveles de subsistencia. 
La cría de ganado es importante principalmente por los frigoríficos y las curtiembres presentes en la región.
La actividad industrial se compone de un Ingenio Azucarero y una Papelera (actualmente ambos en estado de crisis), más un frigorífico y Feed-Loot, un frigorífico de pollos, dos desmotadoras, metalúrgicas y otras varias pequeñas industrias alimenticias, de lácteos y embutidos. Solo una parte de la actividad industrial está localizada en el área industrial, ubicada a 5 km del casco urbano sobre Ruta provincial N.º 32.
La Actividad Bancaria de la localidad es desempeñada por el Nuevo Banco de Santa Fe y Banco de la Nación Argentina.

## Demografía
El último censo realizado en el país (2010) demostró el estancamiento demográfico de Villa Ocampo. El crecimiento de la población no solo fue nulo, sino que ha disminuido. Esto se contrapone a otras ciudades de la región en las que sí ha aumentado considerablemente su población en el período 2001 - 2010, como Reconquista y Avellaneda. Los 19.026 habitantes se componen de Varones: 9.441, Mujeres: 9.585. 
| Gráfica de evolución demográfica de Villa Ocampo entre 1991 y 2010 |
|                                                                    |
| Fuente: Instituto Provincial de Estadística y Censos (IPEC)        |

## Transporte

### Accesos

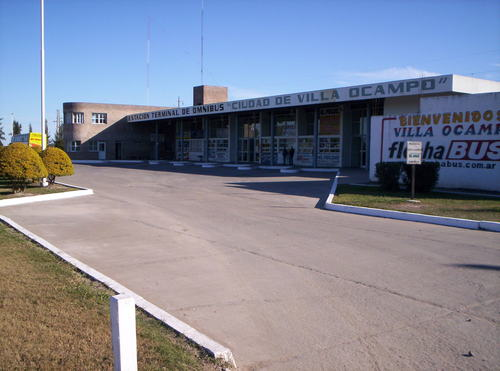
Estación terminal de ómnibus de Villa Ocampo.

- La ciudad se encuentra en el km 878 de la Ruta Nacional N.º 11. Esta ruta, que nace en la Circunvalación de Rosario y muere en el Puente internacional San Ignacio de Loyola, es vital para el comercio con Paraguay y el tráfico entre el NEA y la Región pampeana. La mayor parte de la ciudad se encuentra al oeste de la misma.

- La Ruta Provincial 32 es la principal arteria para el flujo en dirección oeste-este en el distrito. Por el oeste, llega a Villa Ocampo proveniente de la comuna de Villa Ana y otros pueblos de la Cuña Boscosa Santafesina. Converge en la Ruta Nacional 11 al sur de la ciudad. Desde ahí su trazado salta un kilómetro y medio al norte, al acceso principal de la ciudad, y continúa su recorrido hacia el este como la continuación de la avenida San Martín hasta San Vicente y Puerto Ocampo. Está pavimentada hasta Villa Ana, por el este, y hasta el Aeroclub Villa Ocampo, por el oeste.

### Ómnibus de Larga Distancia
Villa Ocampo cuenta con una estación Terminal de Ómnibus, dotada de cinco plataformas, ubicada a unos aproximados 200 m de la Ruta 11. Las principales empresas que allí operan son El Pulqui, El Norte, El Norte Bis, Flecha Bus, Crucero del Norte y Águila Dorada Bis, entre otras. Otras empresas que tienen a Villa Ocampo entre sus destinos, realizan el abordaje y descenso de pasajeros sobre la Ruta 11, más precisamente sobre estaciones de servicio.

### Ferrocarril (discontinuo)
Ferrocarril Ocampo

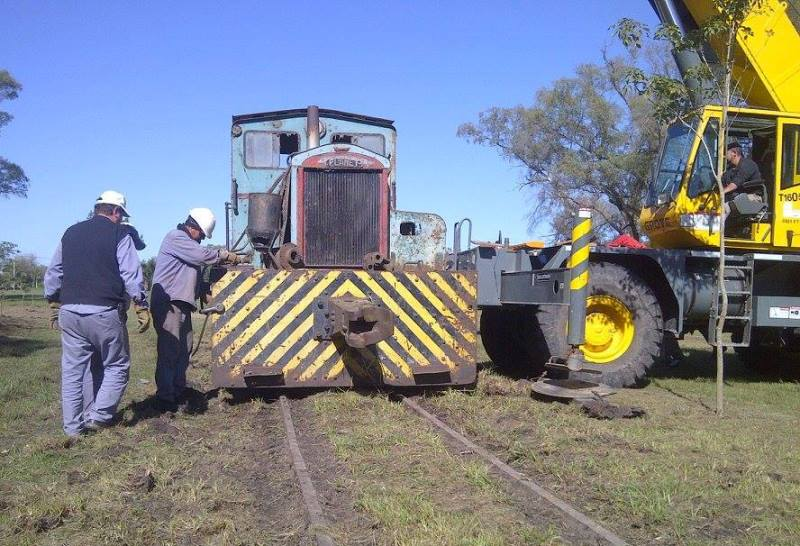
Locomotora Planet, antes usada para el traslado de caña de azúcar hasta el Ingenio Azucarero, siendo trasladada hasta las cercanías de la estación Villa Ocampo del FCGB (13 de mayo de 2016).

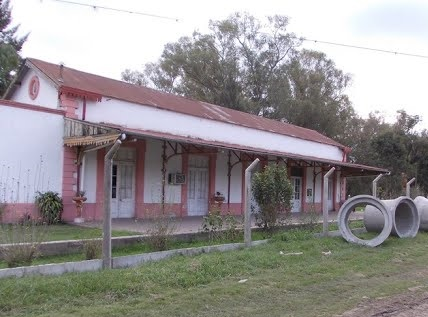
Estación Villa Ocampo en la actualidad.

Villa Ocampo contó con el primer ferrocarril del norte de Santa Fe y de todo el Territorio del Gran Chaco, inaugurado en 1884 con material rodante traído de Alemania, del sistema Decauville. Fue pensado estratégicamente para unir el aserradero "La Carlota", el ingenio "Manolo" y la destilería "Don Emilio" al Puerto de San Vicente. En un comienzo tenía 25 km de extensión desde Villa Adela hasta Puerto San Vicente (lugar de llegada de Aires Samanés como colonizador), sobre el río Paraná Mini. Más tarde, de la mano de La Forestal, llegó hasta Puerto Aires, sobre el río Paraná, recorriendo varios kilómetros entre islas con tres puentes principales, 27 menores y varias alcantarillas. Poseía tres locomotoras, tres vagones de primera clase, una autovía y 60 vagones plataformas, contaba con cuatro estaciones, con depósitos para mercaderías y un taller de reparaciones.
A partir de 1910, con el establecimiento y la prosperidad de La Forestal en la zona, la empresa lo extiende hasta Villa Ana (lugar donde se hallaba su fábrica de tanino) hacia el oeste y hasta el Puerto Aires, por el este. Con el declive de la empresa en los años 1960, la línea férrea también entró en decadencia, quedando en la actualidad pocos vestigios de la misma como tal. La desaparición de este ferrocarril también significó, por muchos años, la desconexión entre Puerto San Vicente, sobre el río Paraná Mini, con Puerto Ocampo, sobre el Paraná, hasta la recuperación del camino en la década del 2000, pero solo para uso automotor.
Red Ferroviaria Nacional
Más adelante, Villa Ocampo formó parte del trazado de la extensa red ferroviaria argentina. La estación formaba parte del ramal ferroviario de trocha angosta (1000 mm) que se extendía desde la ciudad de Vera hasta Las Toscas, el ramal F14 del Ferrocarril Belgrano. Fue inaugurado y perteneció originalmente a la empresa de capitales franceses Ferrocarril Provincial de Santa Fe (FCPSF), hasta su nacionalización entre 1947 y 1948. El ramal fue habilitado en 1913 solo hasta Lanteri y no llegó a Villa Ocampo sino hasta 1930.
El ramal se encuentra inactivo desde la década de 1960 y las vías han sido parcialmente removidas. Sí se conserva, en cambio, el edificio de la antigua estación Villa Ocampo.

### Puerto Ocampo
Historia
Se encuentra en el extremo norte de la provincia de Santa Fe, directamente sobre el canal principal del río Paraná. La Forestal Argentina S.A. instaló y operó Puerto Ocampo, en el kilómetro 1.045, por donde desde comienzos del siglo XX y hasta el final de su producción (alrededor de 1960), transportó por vía fluvial toda su producción de tanino hasta el Puerto Ocampo, para ser embarcado a los mercados mundiales.
El acceso a este puerto, desde las localidad de Villa Ana, pasando por Villa Adela y Villa Ocampo, se hacía por un ferrocarril propio, Ferrocarril Ocampo o La Forestal, que operaba todo el año.
Cuando finalizó la comercialización del tanino, se levantaron las vías férreas existentes, pero quedaron las trazas habilitadas, que permitían un tránsito precario solo para vehículos livianos.
Actualidad
Por vía terrestre, el puerto se encuentra a unos aproximados 18 km de San Vicente y a 27 km de la ciudad de Villa Ocampo. El camino a Puerto Ocampo, está incorporado a la red provincial como Ruta Provincial 32.
Anteriormente, el punto cúlmine de este camino hacia el este era el Río Paraná Mini, más exactamente el establecimiento de Villa San Vicente. Sin embargo, como parte del plan de reactivación del puerto, la Comisión Puerto Ocampo se empeñó durante la segunda mitad de la década del 2000 en la reapertura de un camino hasta el puerto sobre el trazado y usando los terraplenes del antiguo ferrocarril. El cruce del Río Paraná Mini (con un ancho de hasta 300 m) se logró usando en parte terraplenes y un puente flotante formado a partir de una balsa fija. 
Actualmente se realiza el trayecto hasta el puerto con fines recreativos principalmente, para la pesca y/o navegación, y permite además, una conexión fluvial con la ciudad de Bella Vista, ubicada en la margen opuesta, unos kilómetros al norte.
Sin embargo, casi anualmente se producen interrupciones en el camino debido a las crecientes del Río Paraná, que con cierta periodicidad inundan las zonas bajas y anegadizas que lo rodean. Sumado a esto, los aumentos repentinos en el caudal del río Paraná Miní han desplazado en varias oportunidades la balsa que conforma un puente flotante, por lo que deben realizarse tareas de remolque hasta el restablecimiento del mismo.
Por estas razones, la ampliación de la Ruta 32 y su elevamiento hasta la altura requerida, con la construcción de puentes y alcantarillas necesarias, es una parte crucial para la reactivación del lugar como un puerto.
Reactivación Puerto Ocampo y Puerto Bella Vista
Sobre la costa santafesina, con continuas labores de dragado se ha podido mantener en uso los puertos de Santa Fe y Reconquista, alejados del canal principal y a los que se accede por ríos de poca profundidad y proclives a ser obstruidos por la sedimentación del limo que transportan. Debido a éstos y otros inconvenientes la producción exportable del Norte santafesino y del Noreste (Chaco y Formosa), debe ser transportada por camión a lo largo de la ruta nacional 11, pagando elevados fletes y peajes hasta el puerto de Rosario y el puerto General San Martín.
La mejor solución a considerar es el transporte fluvial, habilitando nuevos puertos sobre el canal principal del río Paraná y con acceso fácil desde la Ruta 11, la que, alimentada por caminos provinciales, generaría también circulación terrestre de oeste a este, permitiendo absorber producciones exportables del norte de Santiago del Estero, Tucumán y sudoeste del Chaco, que encontrarían así el camino más económico para llegar a los grandes mercados de ultramar. A esto deben sumarse las obras de canalización que asegurarían un tránsito permanente y seguro por la Hidrovía Paraná-Paraguay y reducirán el costo de los fletes fluviales.
Es por estas razones que existe un convenio entre las municipalidades de Villa Ocampo y de Bella Vista para reactivar Puerto Ocampo y Puerto Bella Vista, y su inserción en el programa de mejoramiento y ampliación de la Hidrovía Paraná-Paraguay. Por el momento, se han realizado batimetrías por parte de la "Dirección Nacional de Vías Navegables".

### Aeroclub (VPO)

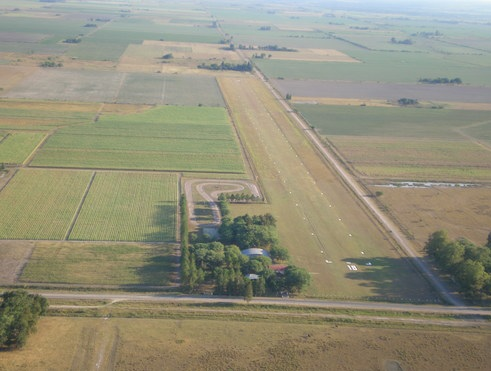
Imagen aérea del Aeroclub de Villa Ocampo.

Villa Ocampo cuenta con un aeroclub, fundado el 5 de noviembre de 1959. Su establecimiento fue promovido por una Comisión integrada por los ciudadanos Aníbal Gregoret, Lorenzo Pepermans y Félix Bertos, que lograron la inauguración de la pista de aterrizaje el 24 de septiembre de 1960. Se estableció una escuela de vuelo, instruyendo a futuros pilotos de aviones ligeros.
- Indicador de la Fuerza Aérea Argentina (FAA): VPO
- Superficie de pista: pasto
- Dirección: 18/36
- Largo: 1.280 m
- Ancho: 35 m
- Coordenadas: 28°29′0″ S 59°20′0″ O

Está ubicado unos 2.5 km hacia el este de la ciudad y se llega al mismo a través de la Ruta Provincial 32 (que hace las veces de continuación de la avenida San Martín tras su intersección con la Ruta 11). Cuenta con asfaltado hasta el ingreso al aeroclub. Además de su uso civil y de instrucción, la pista se utiliza en casos del arribo de funcionarios provinciales y nacionales. 
El predio cuenta con, además de la pista y el hangar, un salón de eventos, un campamento y un quincho. 
Aquí se realiza cada cierto tiempo un festival aéreo que incluye aeromodelismo, acrobacia aérea, paracaidismo y vuelos de bautismo (paseos).

## Localidades y Parajes

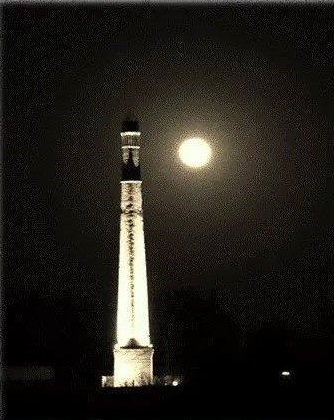
Antigua Chimenea perteneciente a una usina de riego en Las Mercedes, a unos kilómetros de la zona urbana. Actualmente iluminada y visible desde la Ruta 11.

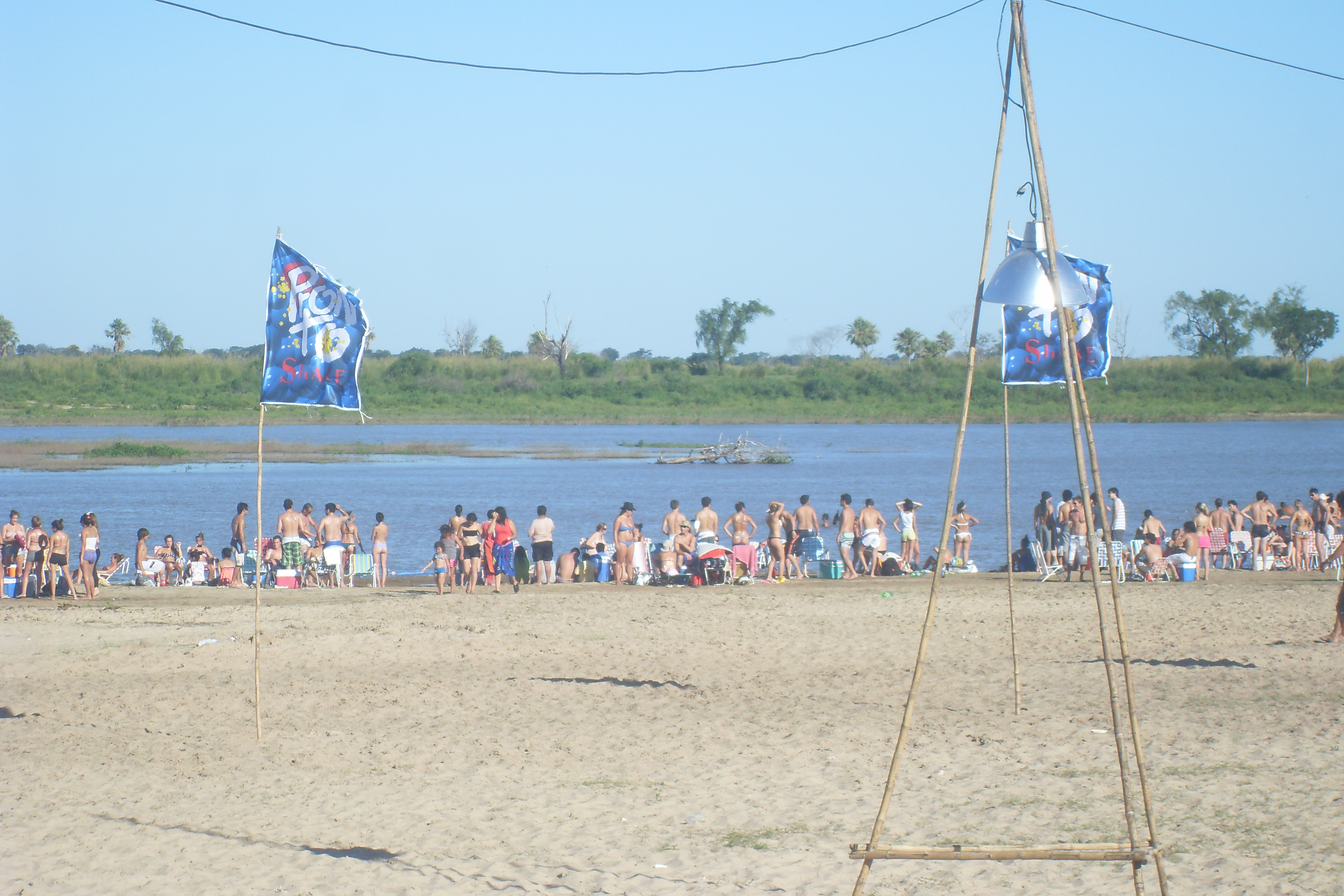
Playa de Villa San Vicente, un asentamiento predominantemente formado por casas de fin de semana.

- Villa Ocampo, 19,026 habitantes (Indec, 2010)
- Isleta, 364 habitantes (Indec, 2001)

Parajes y Colonias:
- Algarrobo
- Antiguo Puerto Ocampo
- Barrio El Arno
- Barrio Estación
- Campo Bello
- Campo El Piave
- Campo Yaccuzzi
- Colonia Piccoli
- Km 407
- El Pindó
- Las Mercedes
- Rincón de Amores
- San Vicente
- Villa Adela

## Turismo

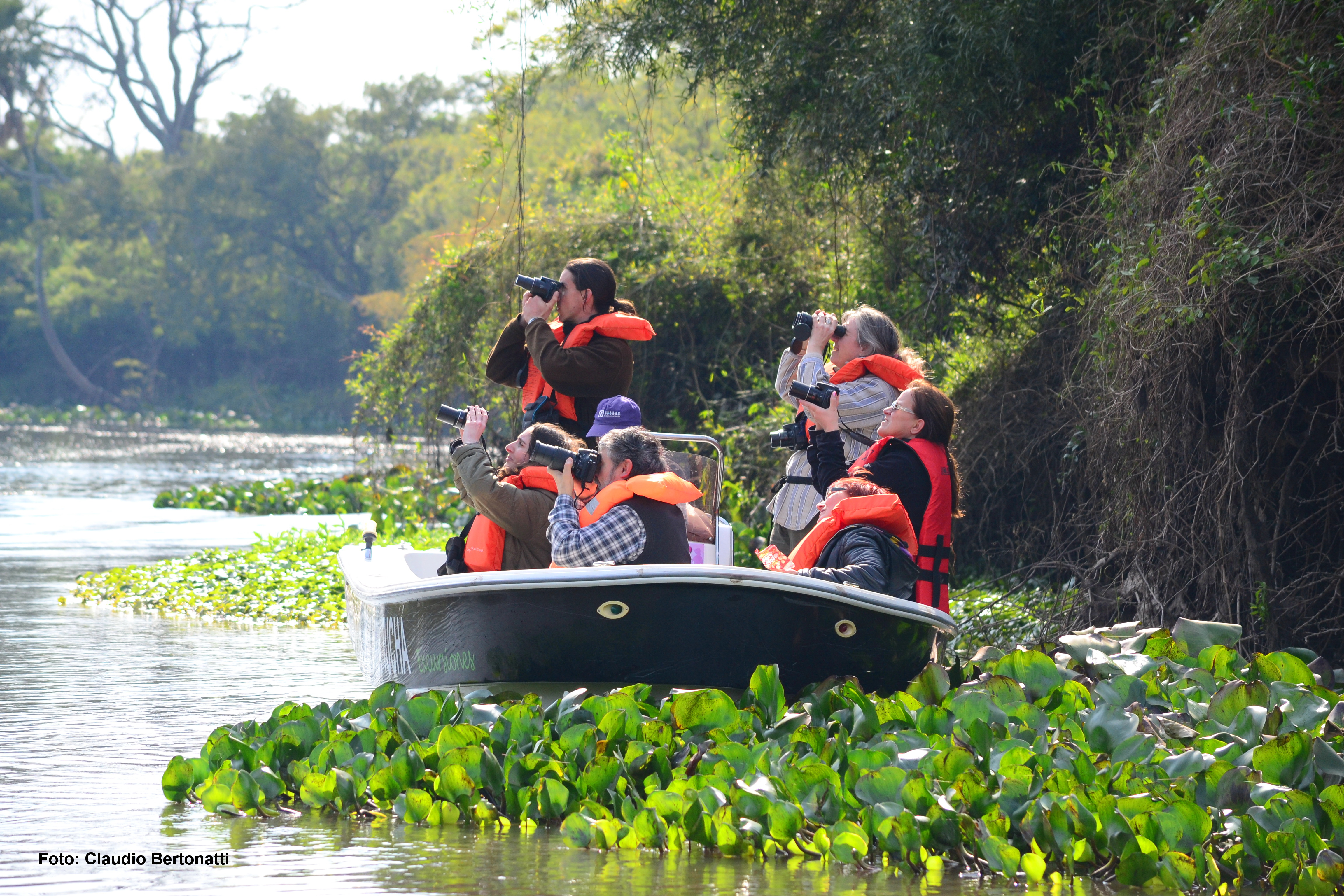
Grupo de ecoturistas de Mazama Destinos observando monos carayá en el Sitio Ramsar Jaaukanigás.

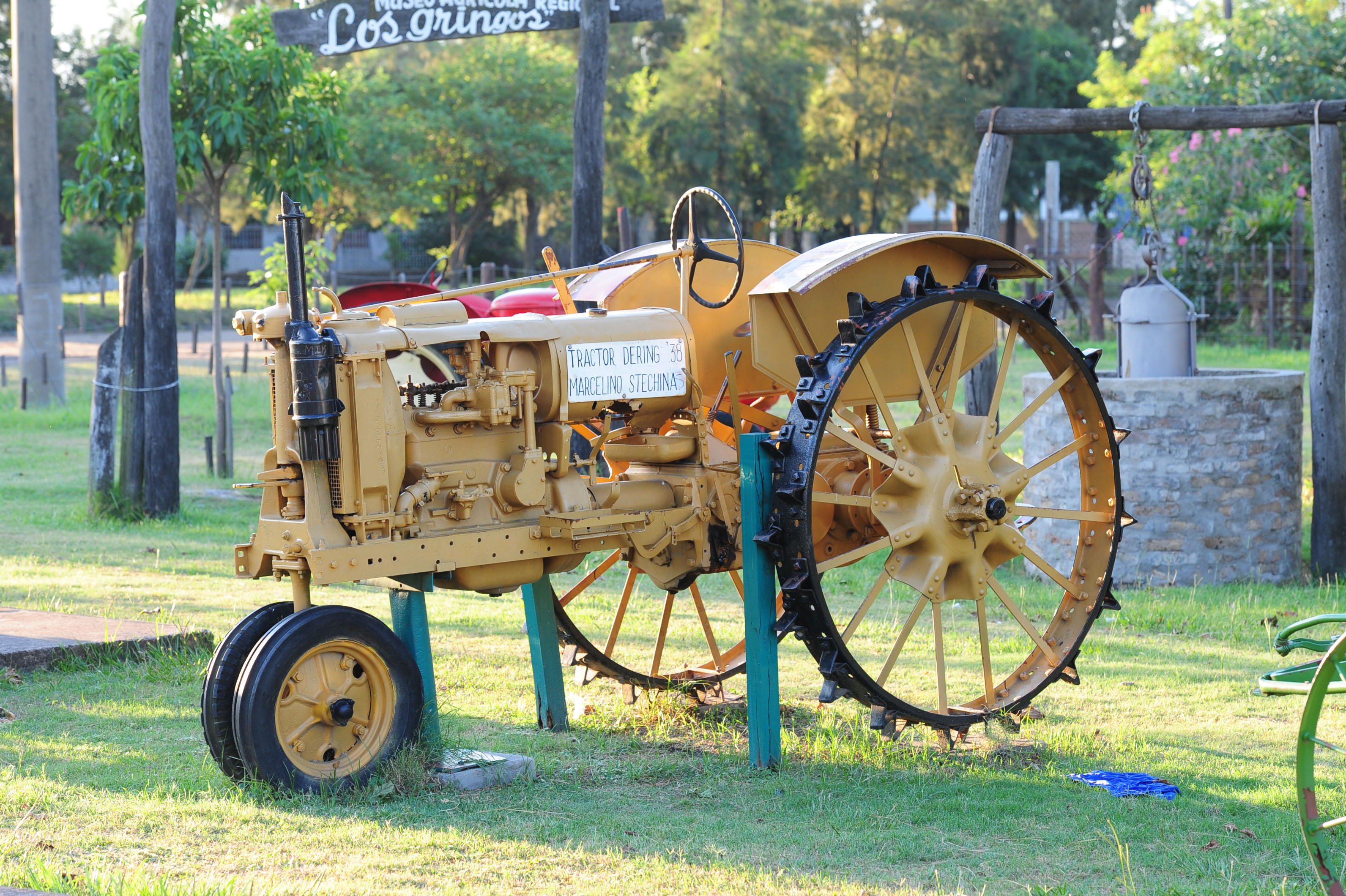
Museo a cielo abierto "Los Gringos".

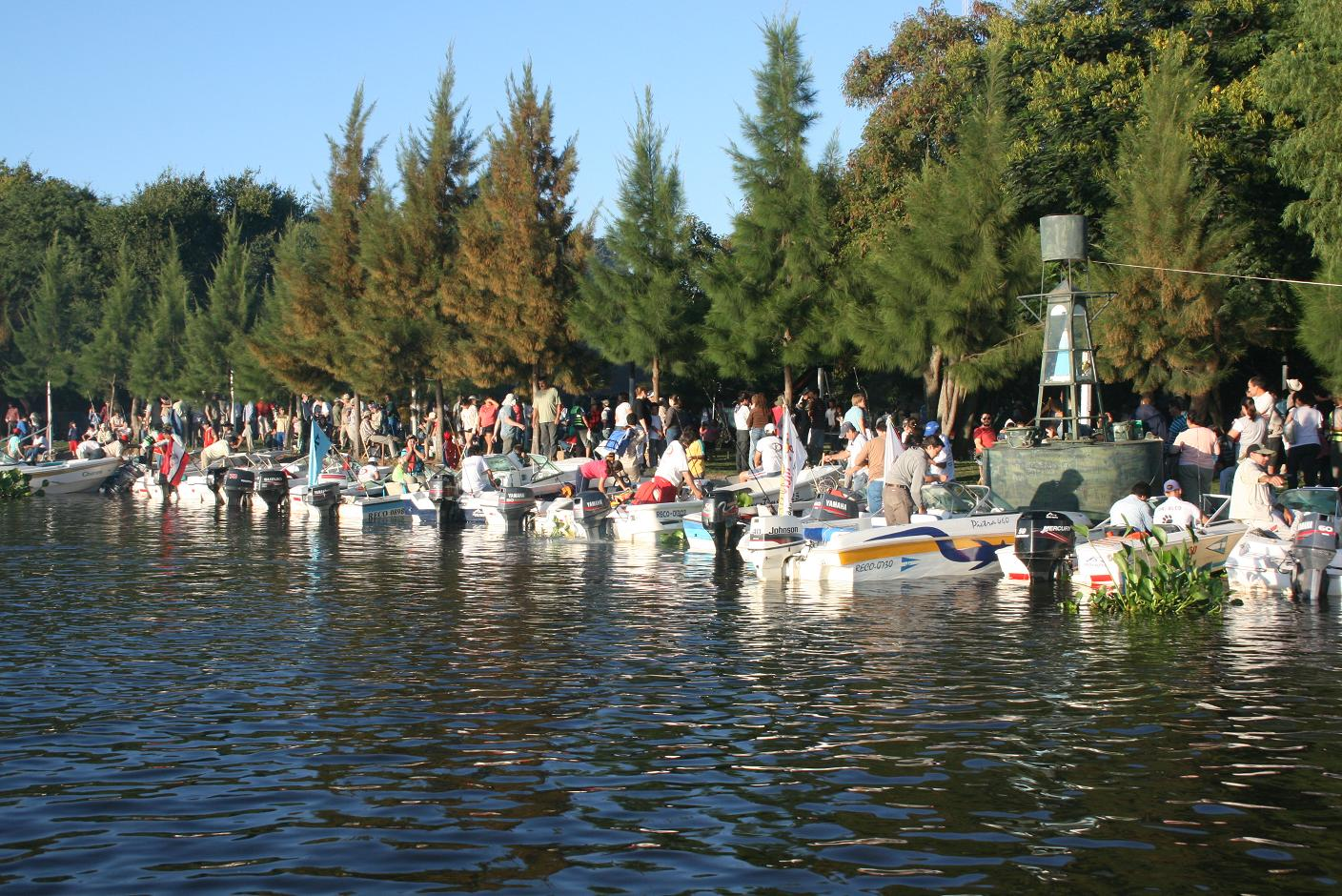
Concurso Anual de Pesca Variada en Villa Ocampo, de gran convocatoria regional.

### Sitios y Actividades de Interés
- Museo Agrícola "Los Gringos": es un museo a cielo abierto, ubicado en la entrada principal de la ciudad, y exhibe maquinaria agrícola del pasado que se utilizó en la zona.
- Museo Histórico Municipal "Aníbal Gregoret": es el principal museo de la ciudad, ubicado en la antigua Casa de la Administración, y abarca diferentes tópicos, desde Ciencias Naturales hasta objetos que pertenecieron a la Historia de la ciudad.
- Villa San Vicente: ubicado a orillas de río Paraná Mini, a 8 km a este de la ciudad. Ofrece una deslumbrante vista del mismo y un contacto con la naturaleza autóctona. Se encuentran allí el Camping "Don Avelino", un balneario, una zona de quinchos y un complejo turístico a los pies de la icónica chimenea de la Curtiembre San Vicente, "El Portal del Humedal". Queda también camino a Puerto Ocampo, sobre el Paraná.
- Pesca Deportiva: la proliferación de fauna silvestre del Jaaukanigás se traduce en una considerable diversidad de especies y ejemplares de peces de agua dulce. Es por eso que la pesca en Villa Ocampo es una gran atractivo turístico tanto local, como regional.
- Ecoturismo: por las razones expuestas, Villa Ocampo (y su Sitio Ramsar Jaaukanigás en particular) ya es un destino nacional para el ecoturismo, gestionado a través del emprendimiento turístico Mazama (Destinos naturales y culturales) de Buenos Aires, la Fundación Proteger, la Cámara de Turismo local y el Área de Turismo de la Municipalidad de Villa Ocampo.

### Fiestas Locales y Celebraciones
- Fiesta Popular Escuela de Villa Adela (marzo): Principal celebración de la cercana comunidad de Villa Adela.
- Concurso Provincial de Pesca Variada con Devolución (abril): Organizado por el Club de Caza y Pesca "El Irupé", se realiza en el Camping de San Vicente y cuenta con interesantes premios y espectáculos. Reúne tanto pescadores de costa como embarcados de toda la región, incluyendo otras provincias, además de acampantes. Dura tres días.
- Concurso de Pesca Variada para Mujeres (junio): Se realizó por primera vez en 2013 y es pionero en la región.
- Campeonato Interprovincial e Internacional de Vóley "Copa Ciudad de Villa Ocampo" (julio): Reúne equipos de todo el país, además de Paraguay y Brasil. Es el evento deportivo más importante de la ciudad.
- Festival Aeronáutico del Aeroclub Villa Ocampo (agosto).
- Semana del Estudiante (septiembre): Semana de festejo joven, que incluye las tradicionales "serenatas".
- Expocampo (noviembre): Exposición de tres días que reúne a productores locales, comerciantes y artesanos para una muestra de productos y servicios con espectáculos incluidos.
- Aniversario de la fundación de la Colonia (30 de noviembre): es una fecha de festividades en la ciudad en la que se recuerda la llegada de Manuel Ocampo Samanés.

## Medios de Comunicación

### Medios Gráficos y Digitales
- Semanario Ocampense
- Semanario Primera Mano
- Semanario El Regional
- Noticiero Digital Villa Ocampo SF
- Noticiero Digital Regional Paralelo 28

### Emisoras de Radio de Frecuencia Modulada
| Frecuencia | Nombre de la Emisora                                                                                 |
| ---------- | --- |
| 89.7 MHz   | Radio Mix                                                                                            |
| 90.3 MHz   | Radio religiosa desconocida                                                                          |
| 91.5 MHz   | María (repetidora)                                                                                   |
| 93.5 MHz   | Cultural FM                                                                                          |
| 94.5 MHz   | Cuenca Cañera (En algunos horarios repetidora de Cadena 3)                                           |
| 96.5 MHz   | Genesis                                                                                              |
| 97.1 MHz   | Ronda Vida (en algunos horarios repetidora de FM 97.9 Vida de Rosario) - Grupo de Medios Jaaukanigás |
| 97.7 MHz   | Eme (repetidora)                                                                                     |
| 98.1 MHz   | Renacer                                                                                              |
| 99.1 MHz   | Ciudad (en algunos horarios repetidora de Boing FM 97.3, de Rosario                                  |
| 99.9 MHz   | Onda Cien (en algunos horarios repetidora de La 100 de Buenos Aires) - Grupo de Medios Jaaukanigás   |
| 103.3 MHz  | Premier (En algunos horarios repetidora de Mitre)                                                    |
| 104.5 MHz  | Del Norte                                                                                            |
| 106.5 MHz  | Leader                                                                                               |
| 107.7 MHz  | CTVO                                                                                                 |

### Canales de TV por Aire
- Canal 4 (Repetidora de LS82 Canal 7 Buenos Aires)

### Canales de TV por Cable
- Televideo Regional (Cable Televisora Villa Ocampo)

## Instituciones Educativas
Nivel Pre-escolar

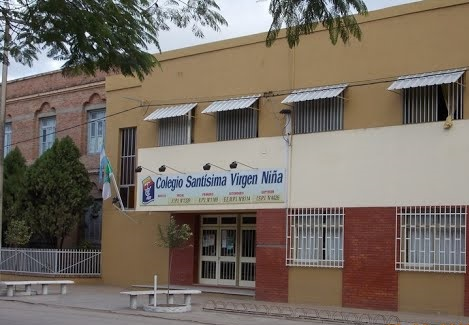
Colegio Santísima Virgen Niña.

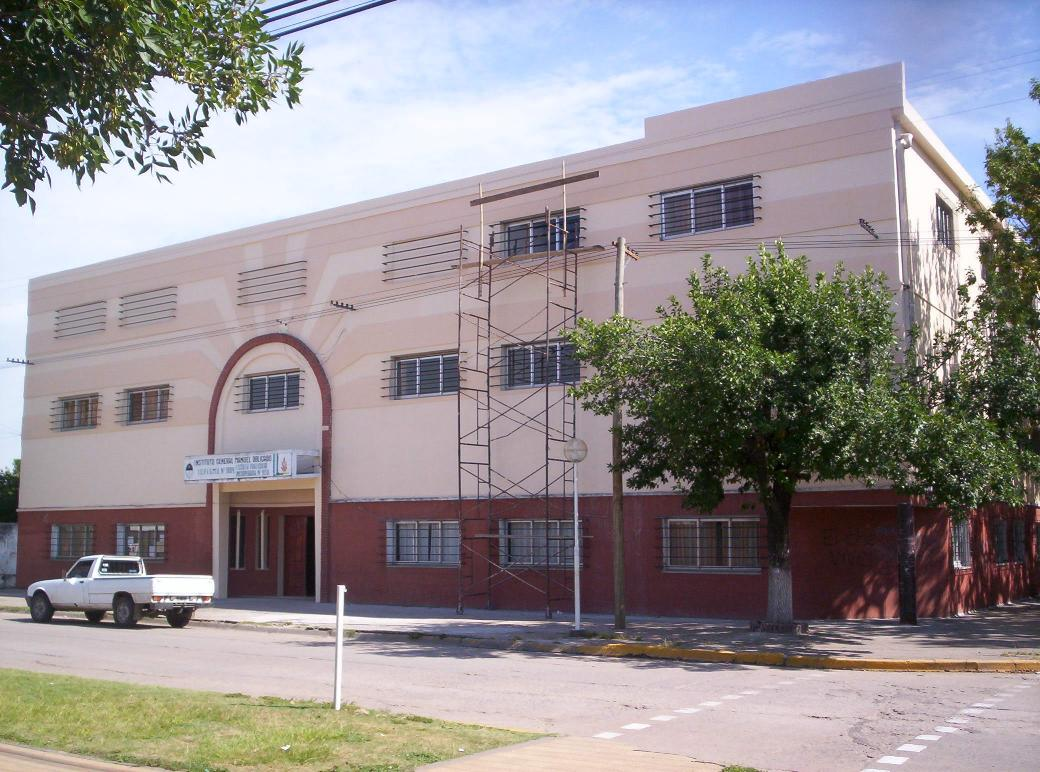
Instituto General Manuel Obligado.

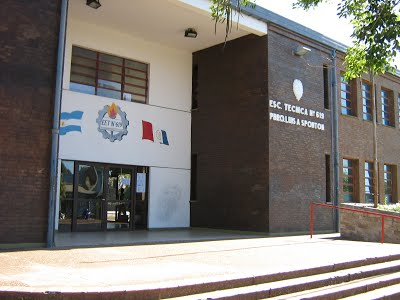
Escuela Técnica N.º 619.

- Jardín de Infantes N.º 78 José María Da Silva
- Núcleo I Jardín de Infantes N.º 78 José María Da Silva
- Núcleo II Jardín de Infantes N.º 78 José María Da Silva
- Jardín de Infantes Particular Incorporado N.º 1339 Santísima Virgen Niña

Nivel Primario (Zona Urbana)
- Escuela Particular N.º 1150 Gral. Manuel Obligado
- Escuela Particular N.º 1109 Santísima Virgen Niña
- Escuela Provincial N.º 470 Domingo F. Sarmiento
- Escuela Provincial N.º 849 Yapeyú
- Escuela Provincial N.º 1107 Francisco Conti
- Escuela Provincial N.º 6110 Carlos Saavedra Lamas
- Escuela Provincial Nocturna N.º 37 General Manuel Belgrano
- Escuela Especial N.º 2034
- Centro de Educación Física N.º 35
- Taller de Educación Manual N.º 1028

Nivel Primario (Zona Rural)
- Escuela Provincial N.º 6108 Rosario Vera Peñaloza (Las Mercedes)
- Escuela Provincial N.º 949 Granaderos de San Lorenzo (El Piave)
- Escuela Provincial N.º 992 Tambor de Tacuarí (Campo Fantín)
- Escuela Provincial N.º 1092 11 de Septiembre (Campo Bello)
- Escuela Provincial N.º 6315 Santiago Derqui (Campo Bello Sur)
- Escuela Provincial N.º 6106 Rafael Obligado (Villa Adela)
- Escuela Provincial N.º 6210 Almirante Guillermo Brown (Isleta)
- Escuela Provincial N.º 6330 Contralmirante Tiburcio Aldao (Campo Piccoli)
- Escuela Provincial N.º 6338 Manuel Ocampo Samanés (Campo Mejías)
- Escuela Provincial N.º 6352 José Hernández (Campo Yacuzzi)
- Escuela Provincial N.º 6357 Martín Fierro (km. 407)

Nivel Medio (Zona Urbana)
- Instituto Superior Particular Incorporado N.º 9094 General Manuel Obligado
- Escuela de Enseñanza Superior Orientada Particular Incorporada N.º 8114 Santísima Virgen Niña
- Escuela de Educación Técnica N.º 619 Presbítero Luis Sponton
- Escuela de Educación Media Para Adultos N.º 1022 Presbítero Ángel Tibaldo
- Anexo I Escuela de Educación Técnica N.º 619 Presbítero Luis Sponton (Funciona en Escuela Provincial N.º 6110)

Nivel Medio (Zona Rural)
- Escuela de Educación Técnica Particular Incorporada N.º 8212 Escuela de la Familia Agrícola (Ruta Nacional 11 km 870)
- Núcleo Rural Escuela de Educación Técnica N.º 619 Presbítero Luis Sponton (Isleta)
- Núcleo Rural Escuela de Educación Técnica N.º 619 Presbítero Luis Sponton (Campo Bello Sur)
- Núcleo Rural Escuela de Educación Técnica N.º 619 Presbítero Luis Sponton (Villa Adela)

Nivel Terciario
- Instituto Superior Particular Incorporado N.º 9094 General Manuel Obligado
- Instituto Superior Particular Incorporado N.º 4046 Santísima Virgen Niña

Nivel Universitario
- Universidad Empresarial Siglo 21 CAU Villa Ocampo.

## Parroquias de la Iglesia católica en Villa Ocampo
| Diócesis  | Reconquista             |
| --------- | ----------------------- |
| Parroquia | "Inmaculada Concepción" |